# New Orleans Jazz 1974-1975
La stagione 1974-75 dei New Orleans Jazz fu la 1ª nella NBA per la franchigia.
I New Orleans Jazz arrivarono quinti nella Central Division della Eastern Conference con un record di 23-59, non qualificandosi per i play-off.

## Roster
| N° | Naz.                   | Ruolo | Sportivo       | Anno | Alt. | Peso |
| -- | ---------------------- | ----- | -------------- | ---- | ---- | ---- |
| 7  | Stati Uniti (bandiera) | AC    | Toby Kimball   | 1942 | 198  | 100  |
| 8  | Stati Uniti (bandiera) | C     | Walt Bellamy   | 1939 | 211  | 102  |
| 11 | Stati Uniti (bandiera) | GA    | Russ Lee       | 1950 | 196  | 84   |
| 12 | Stati Uniti (bandiera) | A     | E.C. Coleman   | 1950 | 203  | 102  |
| 14 | Stati Uniti (bandiera) | G     | Louie Nelson   | 1951 | 191  | 86   |
| 15 | Stati Uniti (bandiera) | GA    | Bud Stallworth | 1950 | 196  | 86   |
| 16 | Stati Uniti (bandiera) | AC    | Lamar Green    | 1947 | 201  | 95   |
| 17 | Stati Uniti (bandiera) | G     | Henry Bibby    | 1953 | 185  | 84   |
| 21 | Stati Uniti (bandiera) | G     | Rick Adelman   | 1946 | 185  | 79   |
| 22 | Stati Uniti (bandiera) | G     | Stu Lantz      | 1946 | 191  | 79   |
| 22 | Stati Uniti (bandiera) | GA    | Nate Williams  | 1950 | 196  | 98   |
| 23 | Stati Uniti (bandiera) | A     | Aaron James    | 1952 | 203  | 95   |
| 25 | Stati Uniti (bandiera) | GA    | Jim Barnett    | 1944 | 193  | 77   |
| 25 | Stati Uniti (bandiera) | G     | Bernie Fryer   | 1949 | 191  | 84   |
| 30 | Stati Uniti (bandiera) | AC    | Rick Roberson  | 1947 | 206  | 105  |
| 31 | Stati Uniti (bandiera) | AC    | Mel Counts     | 1941 | 213  | 104  |
| 33 | Stati Uniti (bandiera) | A     | Ken Boyd       | 1952 | 196  | 88   |
| 34 | Stati Uniti (bandiera) | AC    | John Block     | 1944 | 206  | 94   |
| 34 | Stati Uniti (bandiera) | AC    | Otto Moore     | 1946 | 211  | 93   |
| 35 | Stati Uniti (bandiera) | A     | Ollie Johnson  | 1949 | 198  | 91   |
| 41 | Stati Uniti (bandiera) | C     | Neal Walk      | 1948 | 208  | 100  |
| 44 | Stati Uniti (bandiera) | G     | Pete Maravich  | 1947 | 196  | 89   |

## Staff tecnico
- Allenatori: Scotty Robertson (1-14) (fino al 17 novembre)[1], Elgin Baylor (0-1) (dal 17 al 18 novembre), Butch van Breda Kolff (22-44)
- Vice-allenatori: Elgin Baylor (fino al 17 novembre e dal 18 novembre), Sam Jones